# Khopesh
| x · p · S | T16 |

| x · p · S | T16 |

Un khopesh, kefresh o jepesh (ḫpš) es una espada o sable de hoja curva, en forma de "C" o forma de hoz (dependiendo del periodo) con el filo en su parte convexa, utilizada en el antiguo Oriente Próximo y en la zona de Canaán y que se popularizó en el Antiguo Egipto. 
El jepesh debe su nombre a su parecido con la pata de un bóvido. En las representaciones de ofrendas en los templos, en cuanto a carne, la forma de pata delantera derecha de un bóvido (jepesh) era la más relevante.

## Orígenes
Sus orígenes se pueden remontar al Sumer del tercer milenio. Según los historiadores y arqueólogos, el khopesh fue introducido por los cananeos (pueblos semíticos que se asentaron en Oriente Próximo) tras las guerras que libraron con Egipto, pero no hay más datos. El khopesh se desarrolló a partir de las hachas utilizadas en la guerra, lo que hace que no sea una verdadera espada (que evolucionó desde las dagas) sino un hacha especializada. A diferencia de esta, el khopesh no produce cortes profundos sino cuchilladas. La mejora en la fundición del bronce hizo evolucionar el hacha a una variante toda metálica, a la cual redujeron peso dejando solo la hoja próxima al filo. (Ver imagen). Supuestamente, para tratar de dar la potencia de tajo del hacha a las espadas usadas en la época, que eran rectas.
De las formas más primitivas en "U" de la imagen anterior se fue evolucionando hacia un khopesh mucho más estilizado, en forma de hoz pero con el filo en el lado externo. El khopesh dejó de usarse alrededor de 1300 a. C.

## El khopesh en la historia

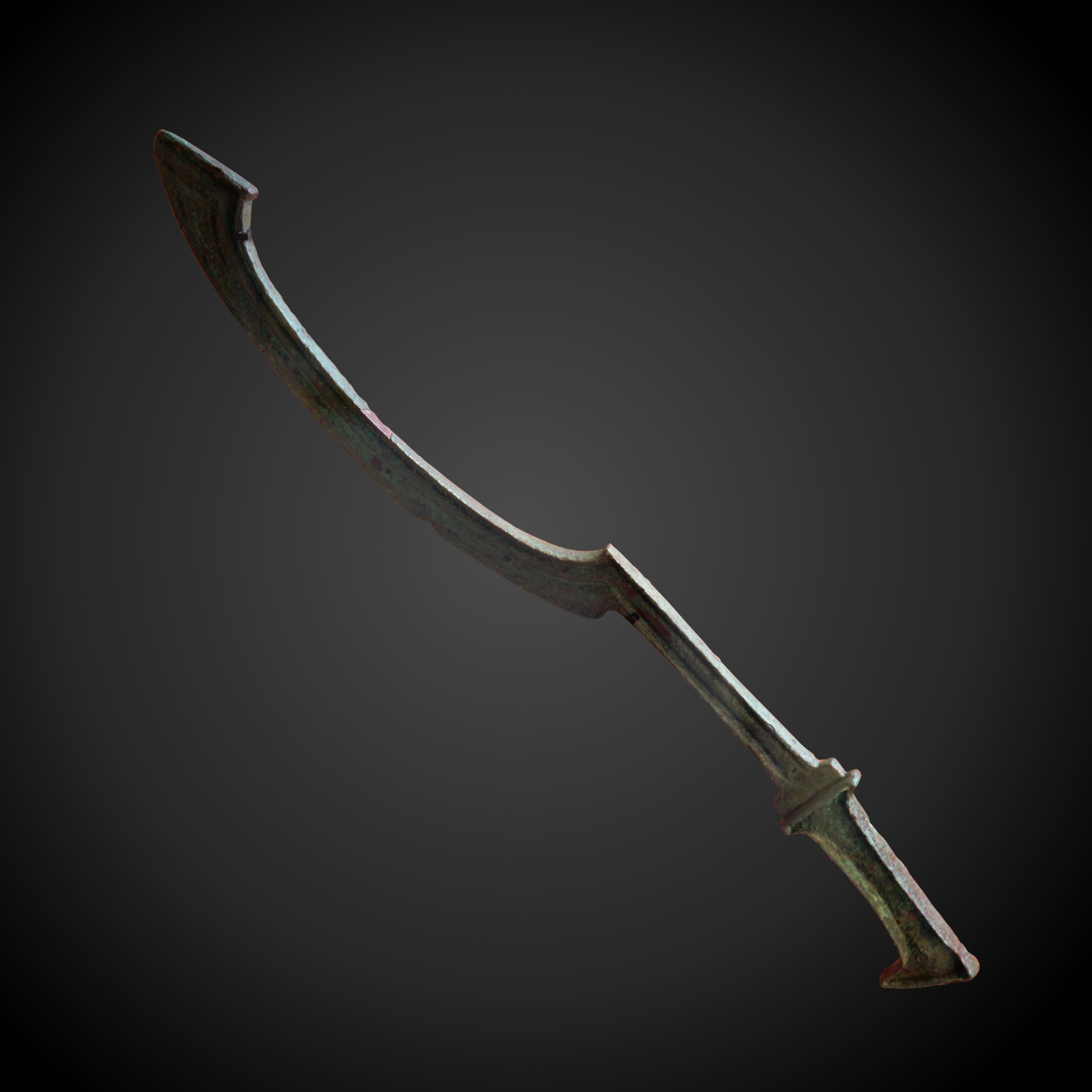
Khopesh egipcio de bronce con el nombre del faraón Ramsés II. Museo del Louvre).

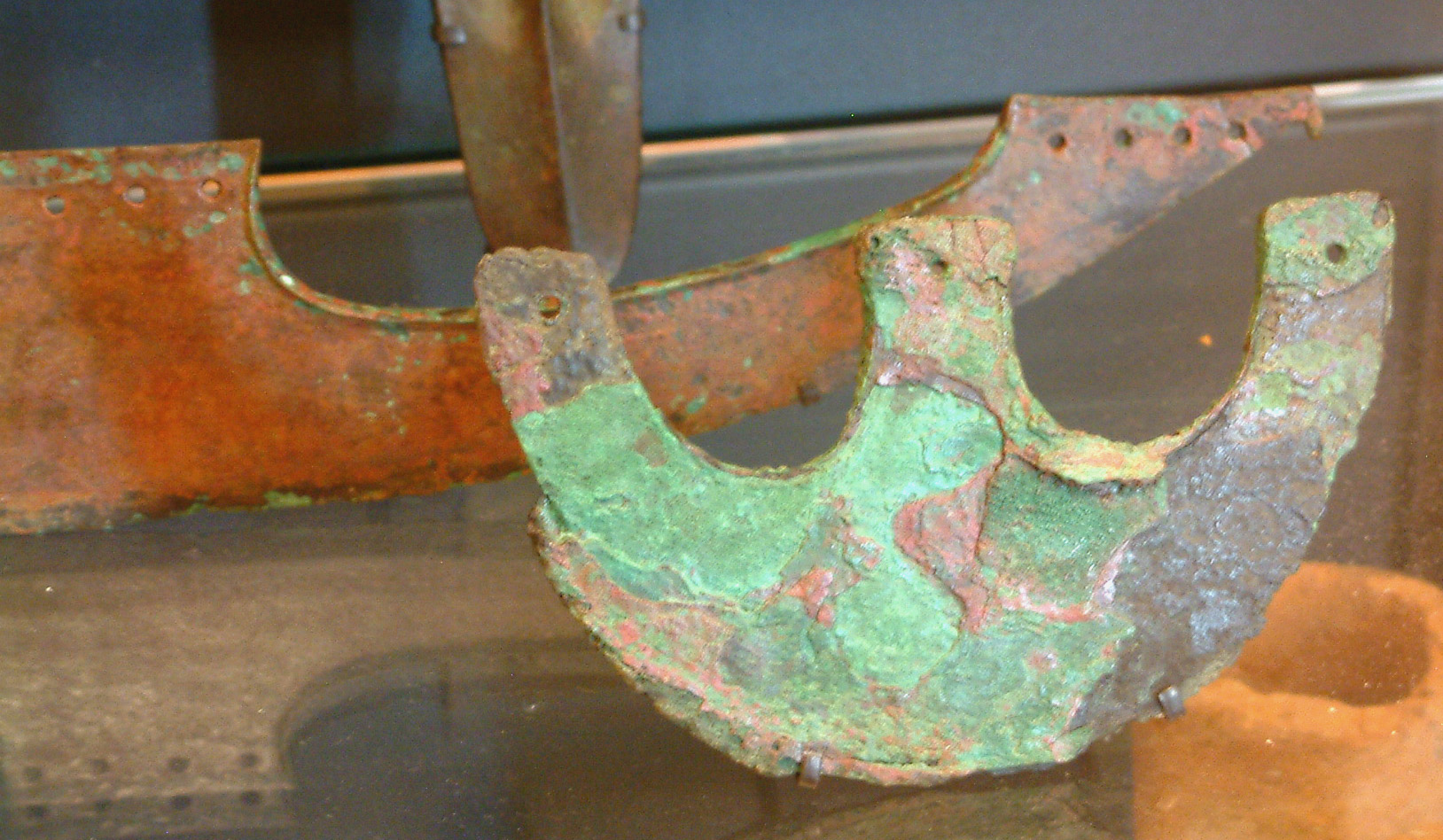
Hachas de cobre del Antiguo Egipto, precedentes del khopesh. Louvre.

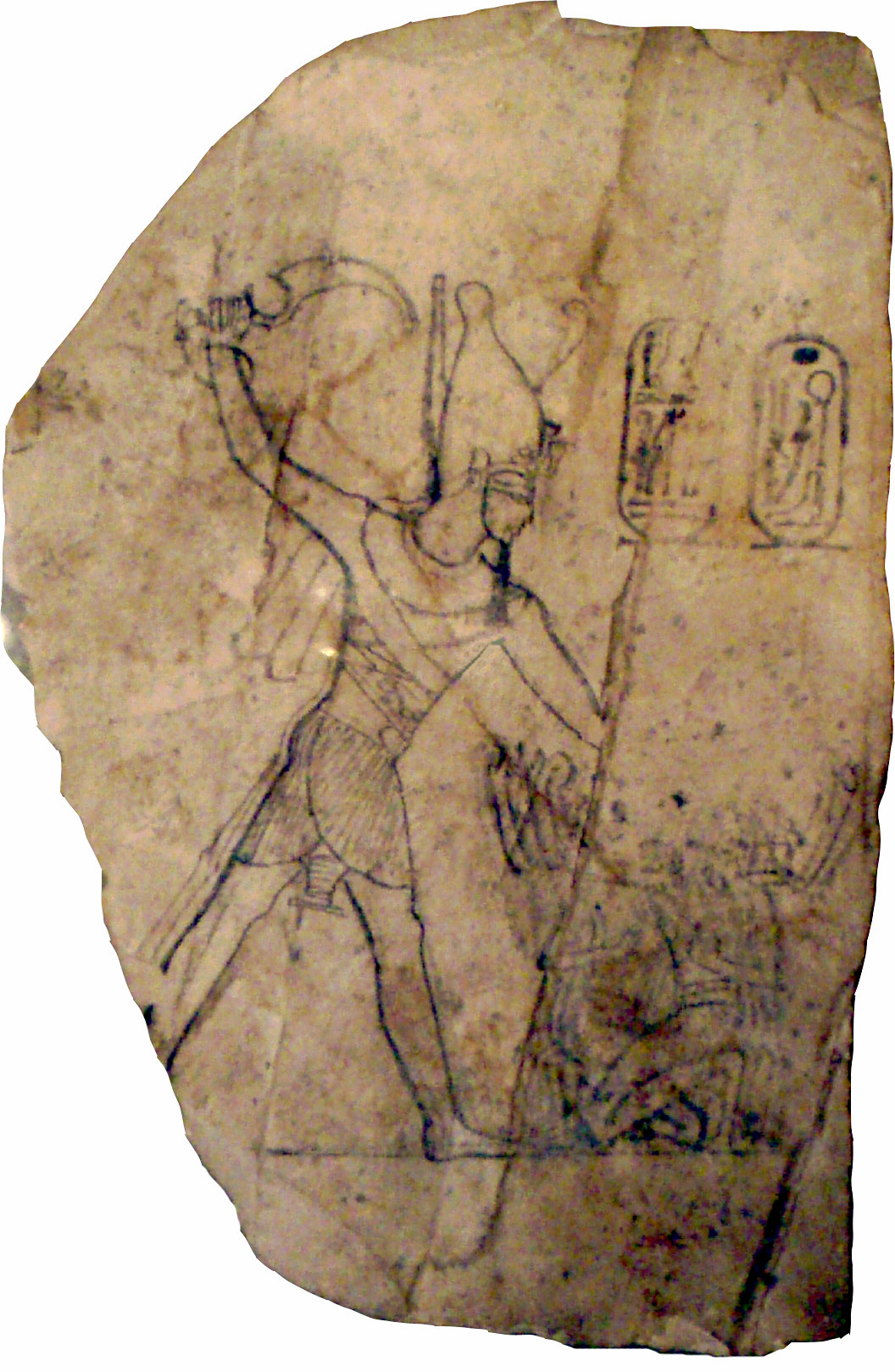
Ramsés IV sometiendo a sus enemigos blandiendo un jepesh en su mano derecha. Ostracon. Museo de Bellas Artes de Boston.

El khopesh surgió en el Levante mediterráneo, zona que abarca el litoral mediterráneo de Oriente Próximo desde el Sinaí hasta la actual Turquía, y sus límites orientales se introducían unos 150 km. Y esta zona, y los pueblos que moraron allí, estuvo históricamente enfrentada al Antiguo Egipto desde el III milenio a. C. De hecho la introducción en Egipto del caballo, el carro de guerra y el khopesh se les atribuye a los pueblos de Oriente Próximo. Es por ello que la primera vez que aparece en la historia esta arma típicamente egipcia fue, curiosamente, en guerras contra Egipto. Teorías de cómo pudo suceder son las siguientes:
- Dado que el Antiguo Egipto tenía inicialmente un servicio militar en lugar de ejército permanente y que su imperio era muy extenso, en muchas ocasiones se empleaban mercenarios para la guerra, lo que lleva ineludiblemente a la aceptación, como arma propia, de las de las tropas de otros pueblos vecinos.
- Las guerras con los pueblos de alrededor, sobre todo en las que se sufren pérdidas y derrotas y en las que los enemigos emplearon armas más sofisticadas o efectivas contra las tropas egipcias, provocó la introducción de esas mismas armas o tácticas para su propio ejército.

En definitiva, el khopesh se convirtió en el arma más típica del Antiguo Egipto junto con el carro ligero de guerra, y por las deducciones de los especialistas bien pudiera ser la primera vez que se usó una hoja curva en una espada de guerra. Por tanto estaríamos hablando de la forma primigenia de la familia de los sables. Por ello se dice que la ascendencia del kopis griego es el khopesh.
El khopesh se hizo muy popular durante el Imperio Nuevo, (1570–1070 a. C.), cuando fue usado como símbolo del poder real. Su epitafio comienza con la entrada de la Dinastía Ptolemaica y la definitiva caída del imperio egipcio a manos de Roma.

## Morfología
El khopesh es un arma con muchas variantes en su morfología. Desde las versiones de hoja cóncava y filo exterior hasta sus versiones finales de forma más reconocible como sable corto, suceden muchos siglos.
En general, un khopesh es una espada corta que mide unos 50-60 cm de longitud (aunque existen ejemplares más pequeños) y se compone de tres partes principales: una empuñadura de unos 18 cm, una sección recta sin filo de unos 15 y 30 cm y un final en forma de media luna, con el borde exterior afilado, que medía entre 30 o 40 cm. Carecía de guardas en la empuñadura y servía eficientemente en su época, dado el tipo de armas defensivas (armaduras y escudos) contra los que se enfrentaba. No obstante, su valía radicaba en la masa que empleaba a la hora de dar tajos, y esta es una característica que heredó toda familia de sables de la historia. Por tanto, el poder de corte de estas espadas primigenias estaba ligada, más que por su filo, por el uso de su peso, el cual se acumulaba en el punto de percusión del arma en lugar de cerca de la empuñadura.